# Мухаммед Алі Джинна
Мухаммед Алі Джинна (англ. Muhammad Ali Jinnah) 25 грудня 1876 — 11 вересня 1948) — мусульманський політик, який шанується в Пакистані як батько-засновник національної державності. Один з ініціаторів та найактивніших учасників розділу Британської Індії.
Народився та помер у Карачі в родині заможних купців. Вивчився на юриста у Великій Британії, вів адвокатську практику в Бомбеї.
У 1906 р. вступив в Індійський національний конгрес. З 1912 р. один з лідерів Мусульманської ліги. Спочатку відстоював національну єдність індусів і мусульман, проте в 1921 р. покинув конгрес на знак незгоди з політикою Магатми Ґанді. При розробці індійської конституції в 1928 р. вимагав резервування для мусульман третини місць в індійських органах влади.
У 1930–1934 рр. Джінна проживав у Великій Британії. Після повернення до Індії очолив Мусульманську лігу. З 1940 р. вимагав виділення мусульман із складу Індії як особливої «нації» та створення держави Пакистан. Услід за розділом Британської Індії став на чолі Пакистану як його перший генерал-губернатор.
У Пакистані склався справжній культ Джинни, його офіційно іменують «батьком нації» і «великим вождем». Належить до національних символів Пакистану. Міжнародний аеропорт в Карачі носить ім'я Джинни. Крикетний стадіон в Мірпурі названий на честь політика — «Куаїд-е-Азам».